# Katwijk aan den Rijn
Katwijk aan den Rijn – miejscowość w Holandii, w prowincji Holandia Południowa, w gminie Katwijk. W 2007 roku liczyła 6020 mieszkańców. W miejscowości do Morza Północnego uchodzi Stary Ren, jedno z ujściowych ramion Renu.

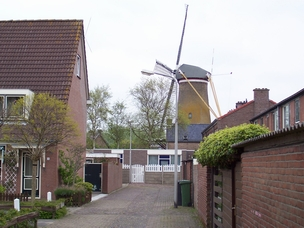
Dawny młyn we wsi